# Tara (montaña)
Las montañas Tara (en serbio: Масив планине, Таре o Masiv planine Tare) es un macizo montañoso situado al oeste de Serbia, a lo largo de la frontera con  Bosnia y Herzegovina. El macizo pertenece a la cadena de los Alpes Dináricos. El punto culminante es el monte Kozji rid, que tiene 1591 m, seguido por el monte Zborište de 1544 m. En 1981, gran parte de esta montaña se convirtió en parque nacional.

## Geografía

### Situación
Las montañas Tara se encuentran al oeste de Serbia a lo largo del Drina y de la frontera entre Bosnia - Herzegovina y Serbia. Se extienden al suroeste de la ciudad de Bajina Bašta y al oeste de la ciudad de Užice. El río Đetinja, un afluente del Zapadna Morava que corre al sur del macizo, marca el límite entre las montañas Tara y las montañas vecinas de Zlatibor.

### Topografía
El punto más alto del macizo es el monte Kozji rid, que llega a los 1591 m. El macizo de Tara comprende las cumbres siguientes:
| Cumbres                   | Altitud (en metros) |
| ------------------------- | ------------------- |
| Kozji rid                 | 1591                |
| Zborište                  | 1544                |
| Smiljevac (Smiljevo brdo) | 1445                |
| Carevića Vis              | 1426                |
| Bukova Glava              | 1391                |
| Vis                       | 1326                |
| Velika Glavica            | 1275                |
| Crni Vrh                  | 1261                |
| Borjak                    | 1210                |
| Visoka Glavica            | 1175                |
| Golubac                   | 1183                |
| Borova Glava              | 914                 |

El pequeño macizo vecino de Zvijezda a veces es considerado como una prolongación de los montes Tara. En parte, está integrado en el parque natural de las montañas Tara.

### Geología
La mayor parte de las montañas Tara está compuesta de rocas calizas, que forman un relieve karstico, con pozos, cuevas, manantiales y valles secos.

### Hidrología

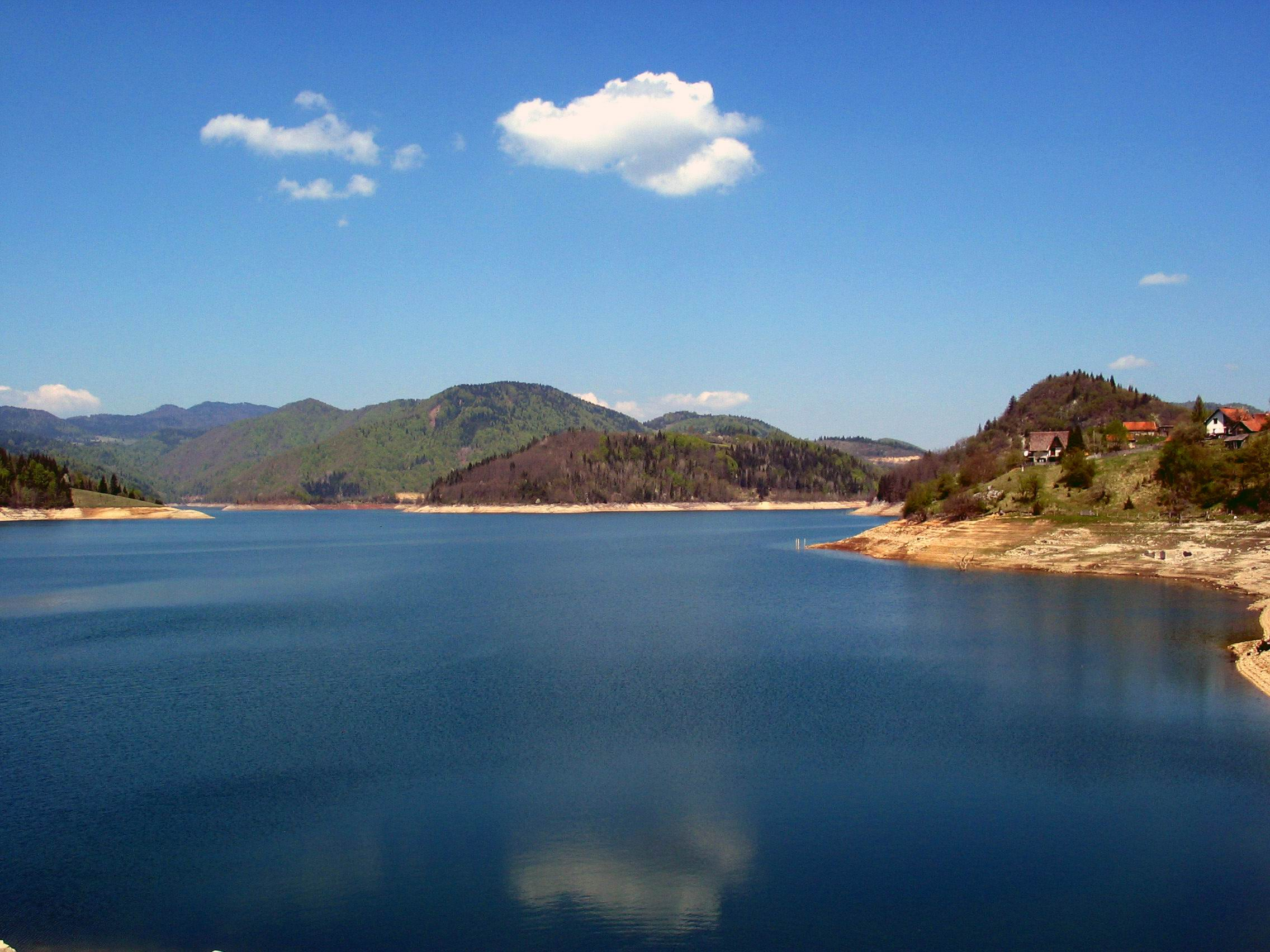
El lago Zaovine.

El Drina es el principal río del macizo de Tara, que forma una serie de Gargantas
en sus estribaciones. Tara también está recorrida por ríos como el Brusnica o el Derventa, que también corren a través de valles encajonados. Hay también otros pequeños ríos como el  Rača, el  Pilica, el Crveni potok, el Bilo o el Crvena stena. El Vrelo, que desemboca en el Tara, es el río más pequeño de Serbia.
Debido a lo accidentado del terreno, son muchos los ríos que discurren formando cascadas, como la de Veliki Skakavac la mayor de la zona. El macizo tiene también muchas fuentes. La de Perućac es el nacimiento del Vrelo; la de Lađevac, en las gargantas de la Rača, es famosa por sus aguas terapéuticas.
El macizo también tiene dos grandes lagos. El lago Perućac en el extremo norte de Tara, creado por la construcción de una presa en el Drina; situado a una altitud de 290 m, se extiende  12,4 km² y sus aguas alcanzan una profundidad de 70 m. El lago Zaovine es también un lago artificial, formado tras la construcción de una presa en el Rzav Beli, famoso por sus aguas de color esmeralda, se encuentra a 892 m sobre el nivel del mar y cubre un área de 15 km², con una profundidad que puede llegar a 80 m.

## Clima
El macizo es una zona de contacto entre los vientos cálidos del sur y los vientos fríos del norte. Tara por lo tanto, se caracteriza por un clima continental moderado, con veranos moderadamente calurosos, inviernos marcados y otoños menos fríos que las primaveras. Los veranos son soleados y la nieve es abundante en invierno. La temperatura media anual, registrada en la estación meteorológica de Mitrovac, ubicada a 1082 m sobre el nivel del mar, es de 5 °C, mientras que el promedio de precipitación anual es de 977,3 mm. La humedad aumenta con la altura: los alrededores de Bajina Bašta son subhúmedos, los alrededores de Perućac clasificados entre subhúmedos y húmedos, Kaluđerske Bare es una zona húmeda y el sector de Mitrovac se caracteriza por un clima húmedo, con  tendencia a muy húmedo.

## Flora y Fauna

### Flora

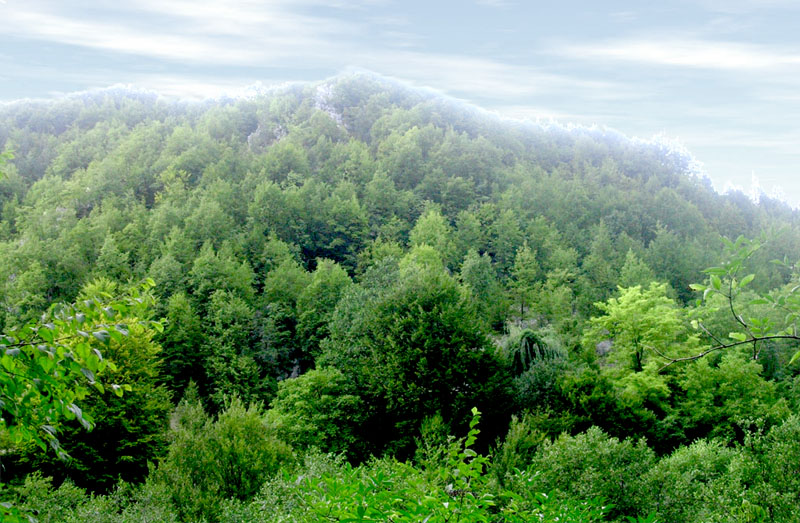
Bosques en las montañas Tara.

Las tres cuartas partes de las montañas Tara están cubiertas de bosques, que se encuentran entre los mejor conservados de Europa. En cuanto a la flora, las montañas albergan pinos, abetos, alerces y hayas.
En las proximidades del lago Zaovine, el botánico serbio Pancic Josif descubrió una especie rara de picea endémica en el valle del Drina, a la que dio el nombre de Picea omorika, pícea de Serbia. Debido a su importancia científica, la «pícea de Serbia» fue puesta bajo la protección del Estado. En total, alrededor de 600 especies de plantas han sido identificadas en las cercanías del lago, 15 de las cuales están protegidas por su rareza como el Edelweiss pie de león (Leontopodium alpinum). El parque también contiene más de 1000 tipos de flores tales como violetas y narcisos.

### Galería

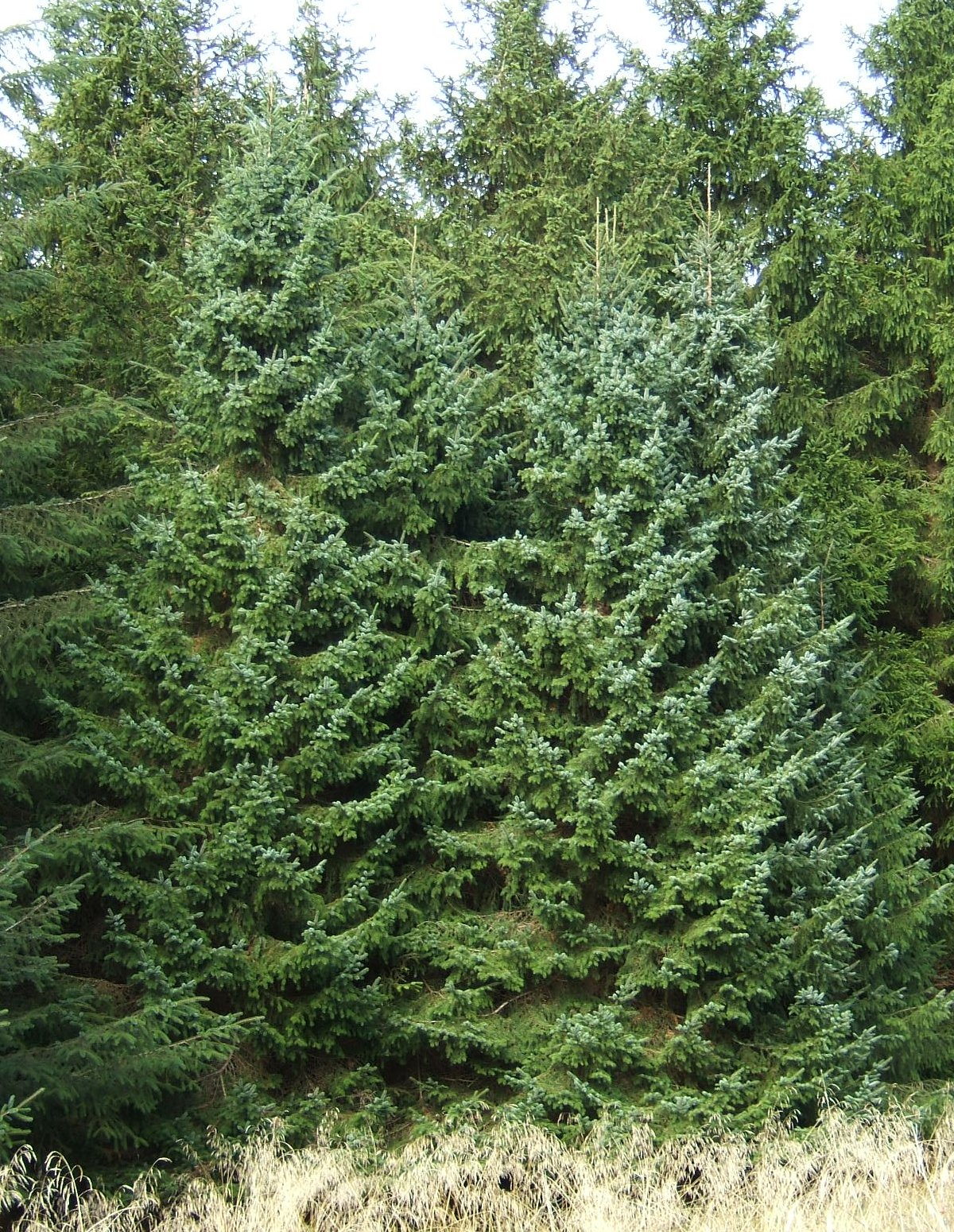
Pícea de Serbia, una especie endémica propia de las montañas Tara
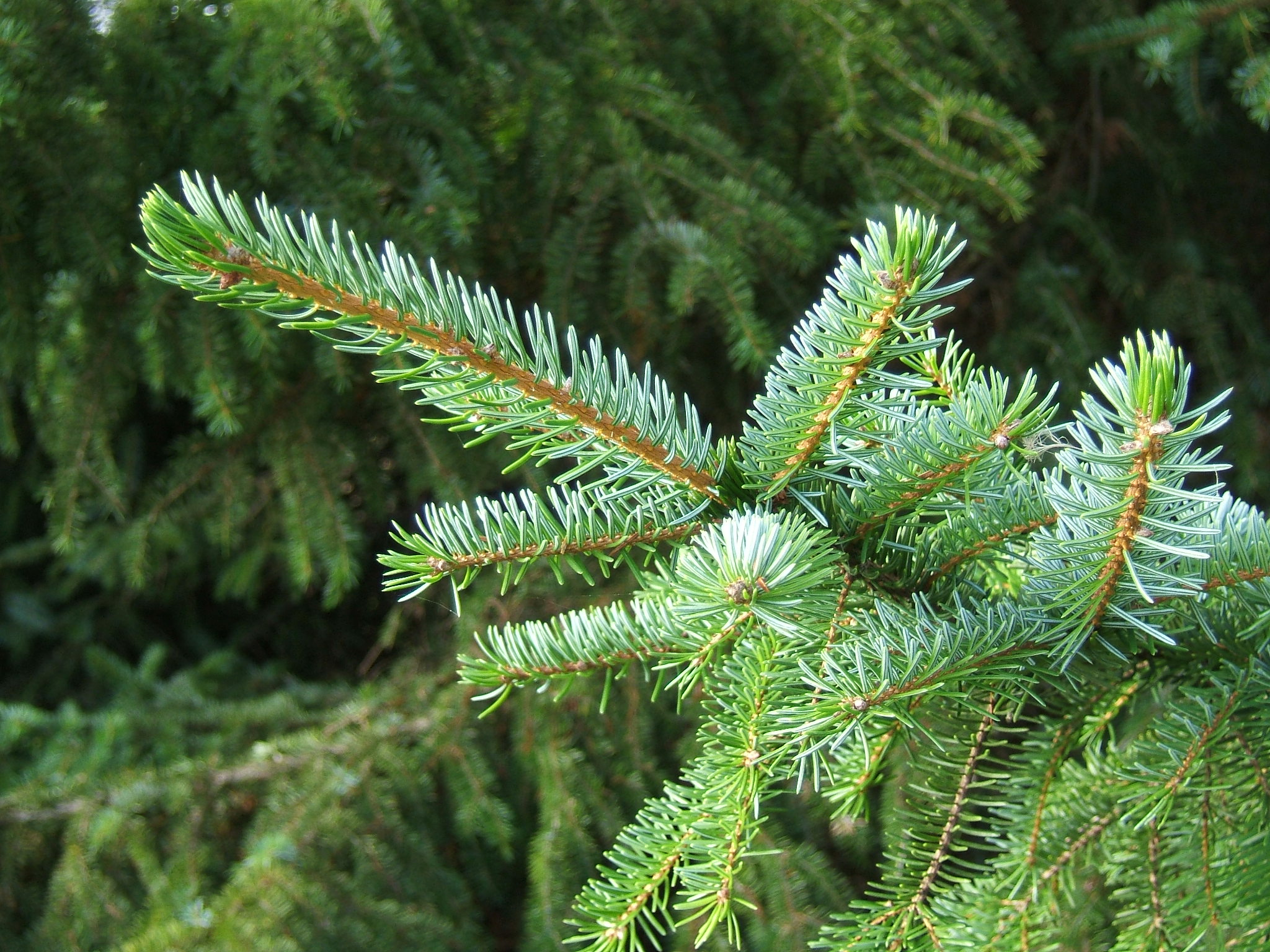
Rama de la pícea de Serbia
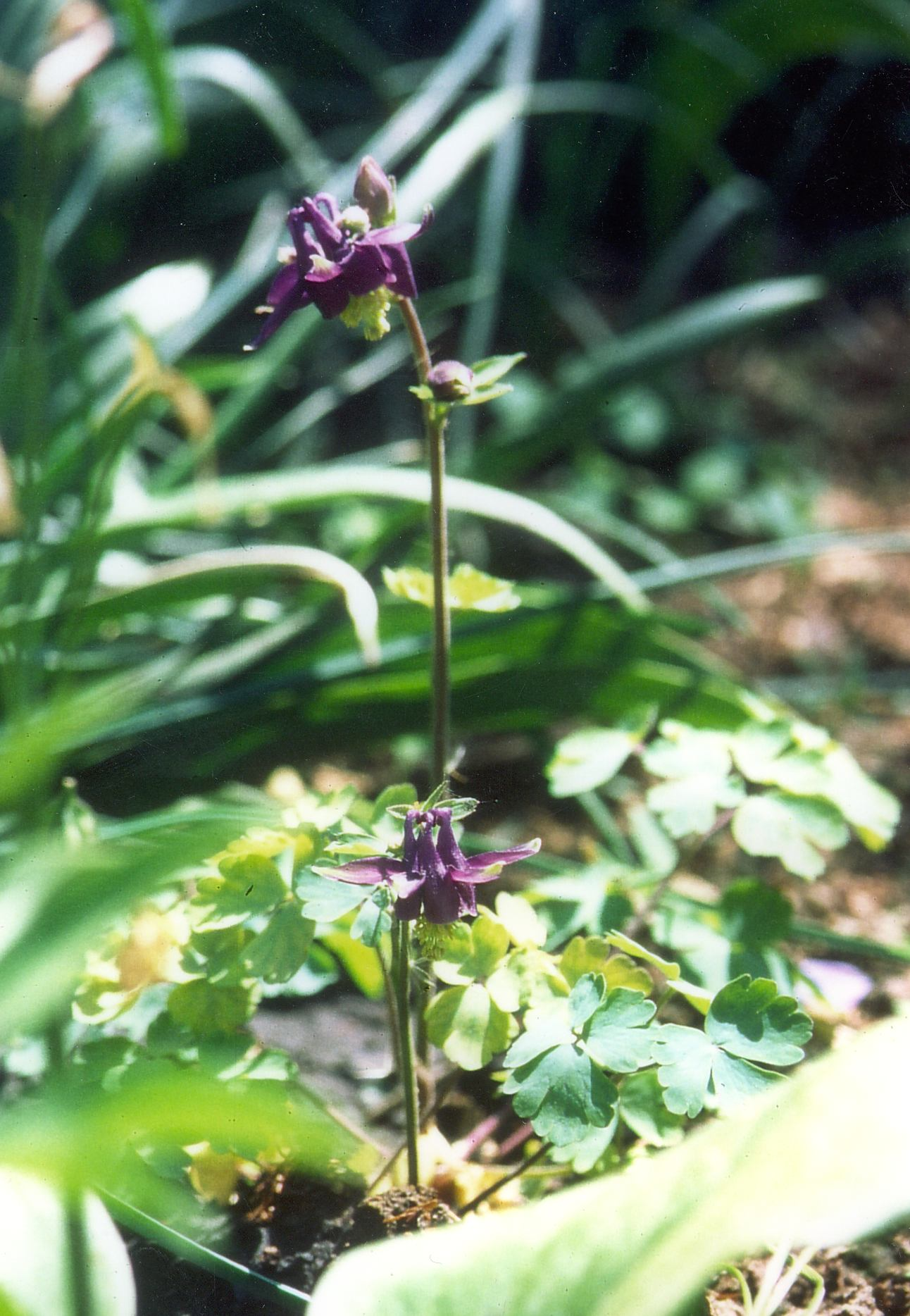
La Aquilegia grata, una especie endémica de los Alpes Dináricos.
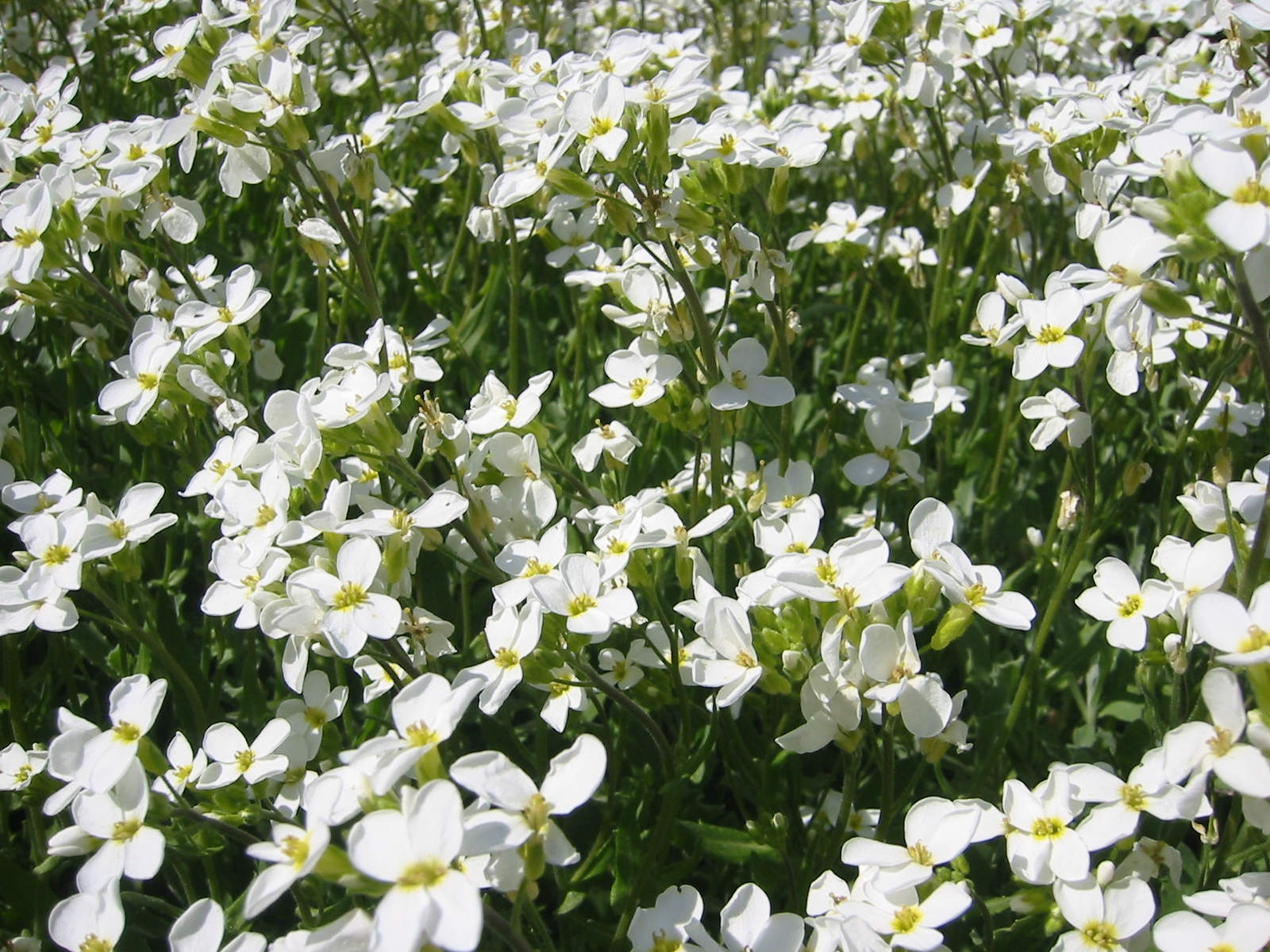
Arabis de la especie Arabis procurrens

### Fauna

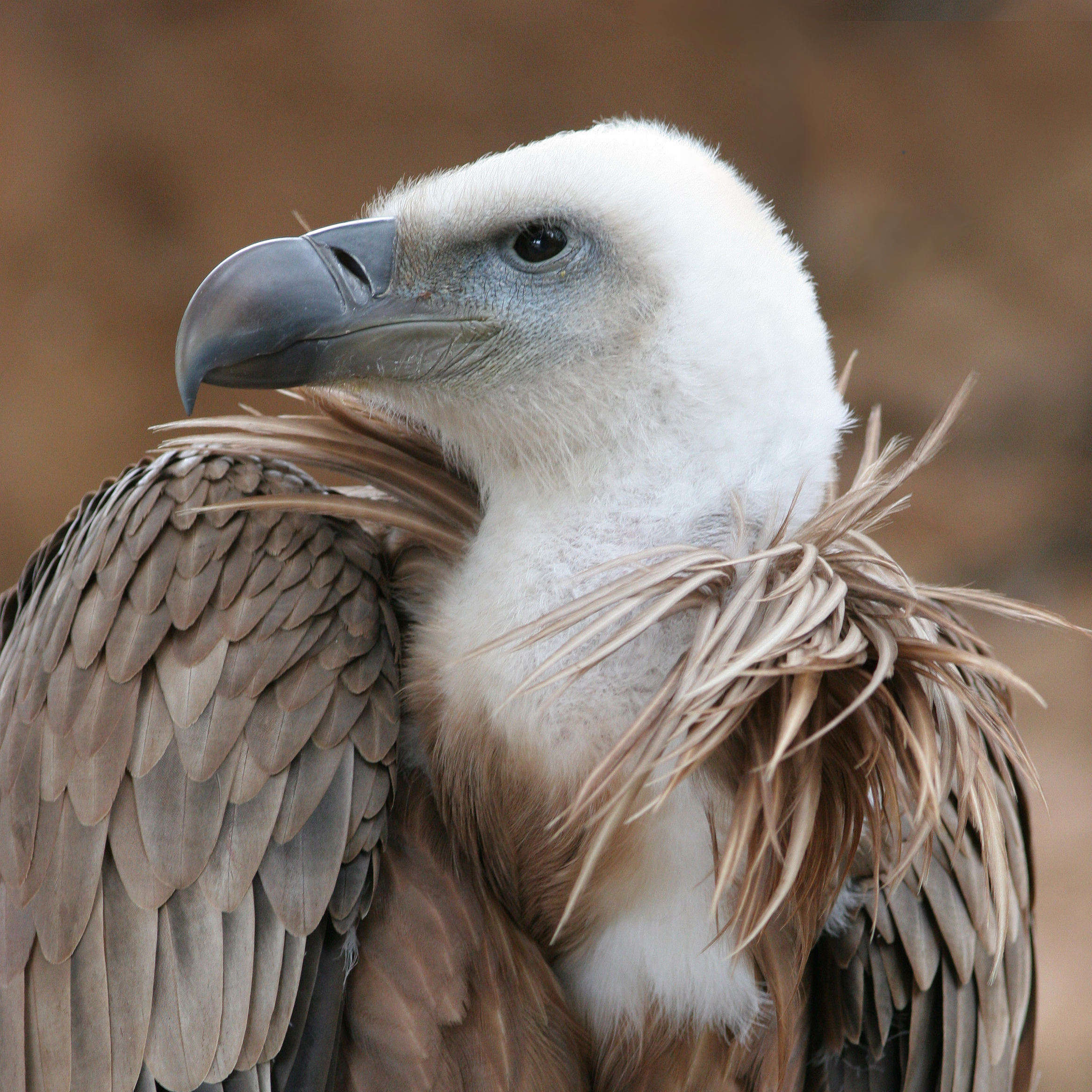
El buitre leonado.

En términos de la vida silvestre, las montañas Tara están habitadas por diversas especies de animales salvajes. Hay aproximadamente 53 especies de mamíferos, entre los que se encuentran el oso pardo (Ursus arctos), el rebeco (Rupicapra Rupicapra), el ciervo (Capreolus capreolus), el jabalí (Sus scrofa) o la nutria (Lutra lutra) y el erizo. Entre los mamíferos depredadores están el lince (Lynx), el gato montés (Felis silvestris), el lobo (Canis lupus) y el zorro.
Aproximadamente 153 especies de aves anidan en el parque, de forma temporal o permanente. Entre las especies más importantes están el Halcón Peregrino (Falco peregrinus), y el águila real.(Aquila chrysaetos). También podemos encontrar el buitre leonado (Gyps fulvus) y el Búho. 

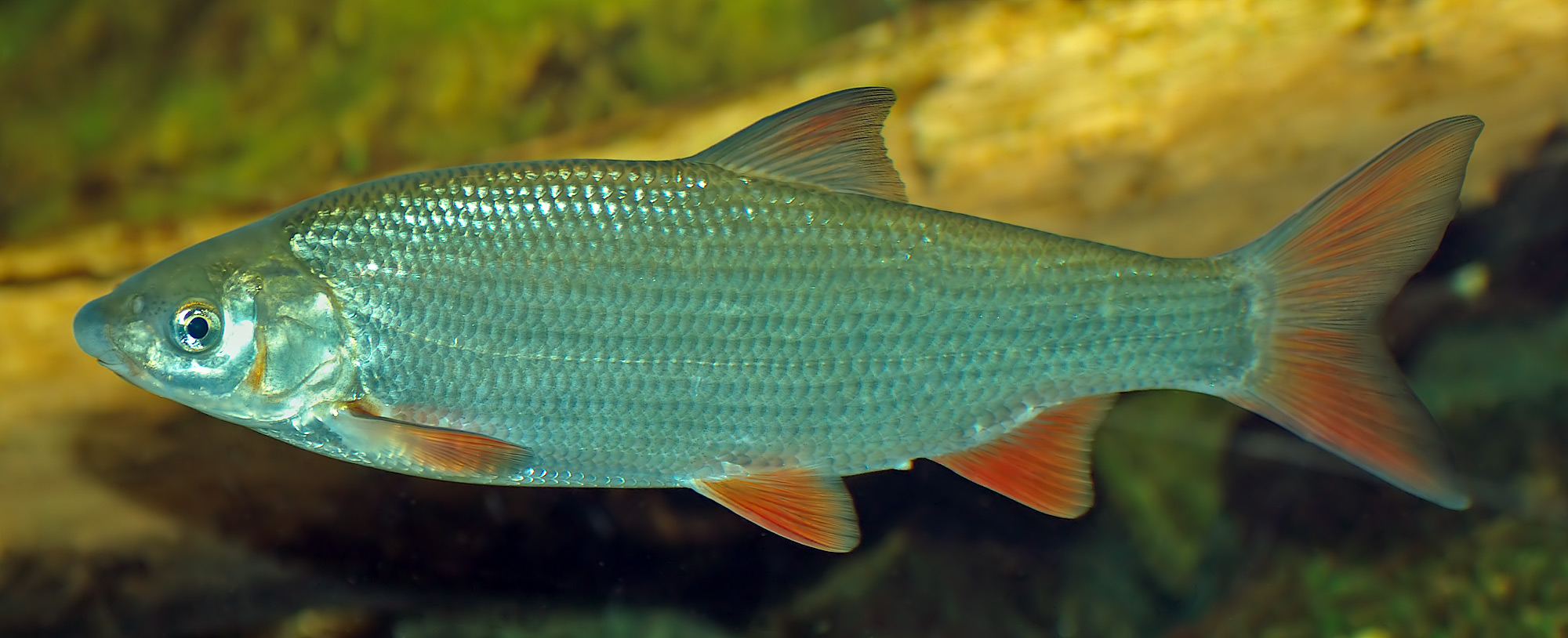
El hotu.

Aproximadamente 40 especies de peces están presentes en las montañas, en particular en el Drina. Encontramos varias especies de salmónidos, como la trucha marrón (Salmo trutta fario), el salmón (hucho hucho), y la trucha arco iris (Oncorhynchus mykiss).
Hay veinte especies pertenecientes a la familia de los  ciprínidos de los que el hotu (Chondrostoma nasus), el cacho (Leuciscus cephalus), la boga (Leuciscus idus), y el barbo ( Barbus barbas)son las más numerosas.
Muchos insectos s viven en Tara, incluyendo muchas especies de Lepidópteros y escarabajos. 

### Ciudades y pueblos

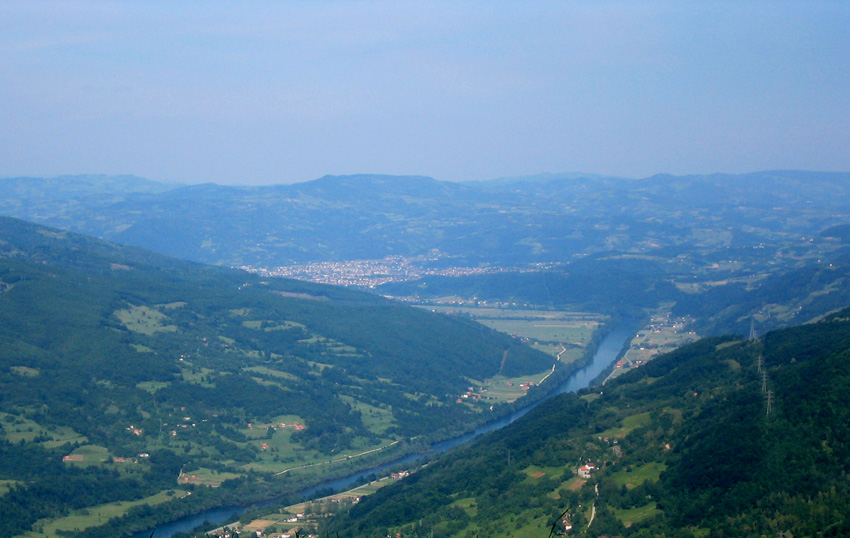
El valle del Drina cerca de Bajina Bašta.

En el plano administrativo, las colinas de Tara son parte del municipio de Bajina Bašta. La ciudad propiamente dicha de Bajina Basta está al noreste del macizo, en el censo de 2002, tenía 9.543 habitantes y está clasificada oficialmente entre las «localidades urbanas». La ciudad de Uzice, con 54.717 habitantes, está situado a unos cuarenta kilómetros al este de Tara.
El macizo en sí está muy poco poblado. El pueblo de Rastište en el Beli Rzav, tiene 473 habitantes y el pueblo de Perućac, al norte de la montaña, situado en la orilla del Drina, tiene 845 habitantes y Rača, al este, cerca del monasterio del mismo nombre, 672; Zaovine al sur, cuenta con 442 habitantes. Otros núcleos de población como Beserovina Zaugline y Konjska Reka también están en el macizo de Tara. Lugares como Kaluđerske Bare o Mitrovac, que se encuentran entre los lugares turísticos más importantes del sector, son considerados como aldeas y, como tal, se adjuntan administrativamente a las comunidades local más amplias, de las  que son parte integrante

## Historia
Según una leyenda eslovena, las montañas Tara  fueron elegidas como residencia por el dios Tarr por su singular belleza.
Los arqueólogos, mientras tanto, han descubierto restos que datan del Neolítico y con las características de la cultura Vinča (entre - 3000 y - 6000 años av. JC) y los rastros de un asentamiento continuo hasta la Edad de Hierro. Desde los siglos - VI a - IV, la región fue ocupada por la tribu iliria de los Autariates. La región más tarde formó parte del Imperio romano, luego del Imperio bizantino, del que debido a sus gargantas y a sus cumbres, constituyó una frontera defensiva.

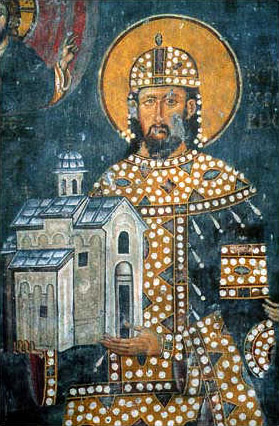
El rey Dragutin Stefan.

Tribus eslavas se instalaron allí en los siglos VI y VII; y a principios del siglo XIII, Tara se incorporó al estado serbio de Rascia, convirtiéndose en la frontera norte de este país. En la segunda mitad del siglo XIII, el rey serbio Stefan Dragutin construyó allí el monasterio de Rača, que posteriormente tuvo una gran importancia para Serbia. A finales del siglo XIV, el macizo, como la mayoría de la actual Serbia, pasó bajo el control del Imperio otomano. Sin embargo, a lo largo de este período (siglo XIV hasta principios del XIX ), el monasterio fue famoso por su scriptorium, que hizo copias de los libros religiosos; los monjes copistas serbios de Rača  son conocidos en la literatura con el nombre de « Račéens », formando lo que se llamó  también la escuela Rača. Durante el dominio otomano, Tara sufrió las consecuencias de la guerra austro-turca de 1683-1699. Bajo el liderazgo del Patriarca de la Iglesia ortodoxa serbia Arsenije Čarnojević III, los serbios se aliaron con los austriacos, y se rebelaron. Frente a la represión de Turquía, el Patriarca dirigió la Gran Migración serbia de 1690. En las montañas Tara, el monasterio de Raca fue quemado y sus monjes, llevando los más preciosos de sus manuscritos, se refugiaron en los monasterios de Fruška Gora sobre todo en el monasterio de Beočin, en la actual provincia serbia de Voivodina, y después integrado en el Reino de Hungría. El monasterio fue reconstruido en 1795, bajo la dirección del monje Melentije Stefanovic, que se convertiría en uno de los líderes del Primer levantamiento serbio contra los turcos (1804-1813),lo que llevó a la autonomía y la independencia del país frente a la Sublime Puerta.
Durante la Primera Guerra Mundial las montañas Tara fueron muy afectadas, sobre todo la zona a lo largo del Drina, que sirvió de frontera entre el Reino de Serbia y el Imperio austrohúngaro. Durante la Segunda Guerra Mundial, Tara, como los montes Zlatibor vecinos, cayeron bajo el dominio de los nazis. Más tarde, de septiembre de 1941 a diciembre de 1941, formaron parte de la efímera República de Uzice, un pequeño estado creado por los partisanos comunistas de Tito, con la ciudad de Uzice como capital. El 29 de noviembre de 1941 se produjo la batalla de Kadinjača, donde los combatientes comunistas fueron derrotados por los alemanes; en el lugar de la batalla, al este de Tara entre Bajina Bašta y Uzice, fue construido un «complejo conmemorativo» entre 1952 y 1979 en honor a los soldados del Batallón Ouvrier de Uzice. Durante la guerra, el monasterio de Rača albergó el Evangelio de Miroslav, un manuscrito del siglo XII, hoy día conservado en el Museo Nacional de Belgrado, inscrito en el 2005 en la lista de la Memoria del Mundo de las UNESCO.

## Arquitectura y monumentos

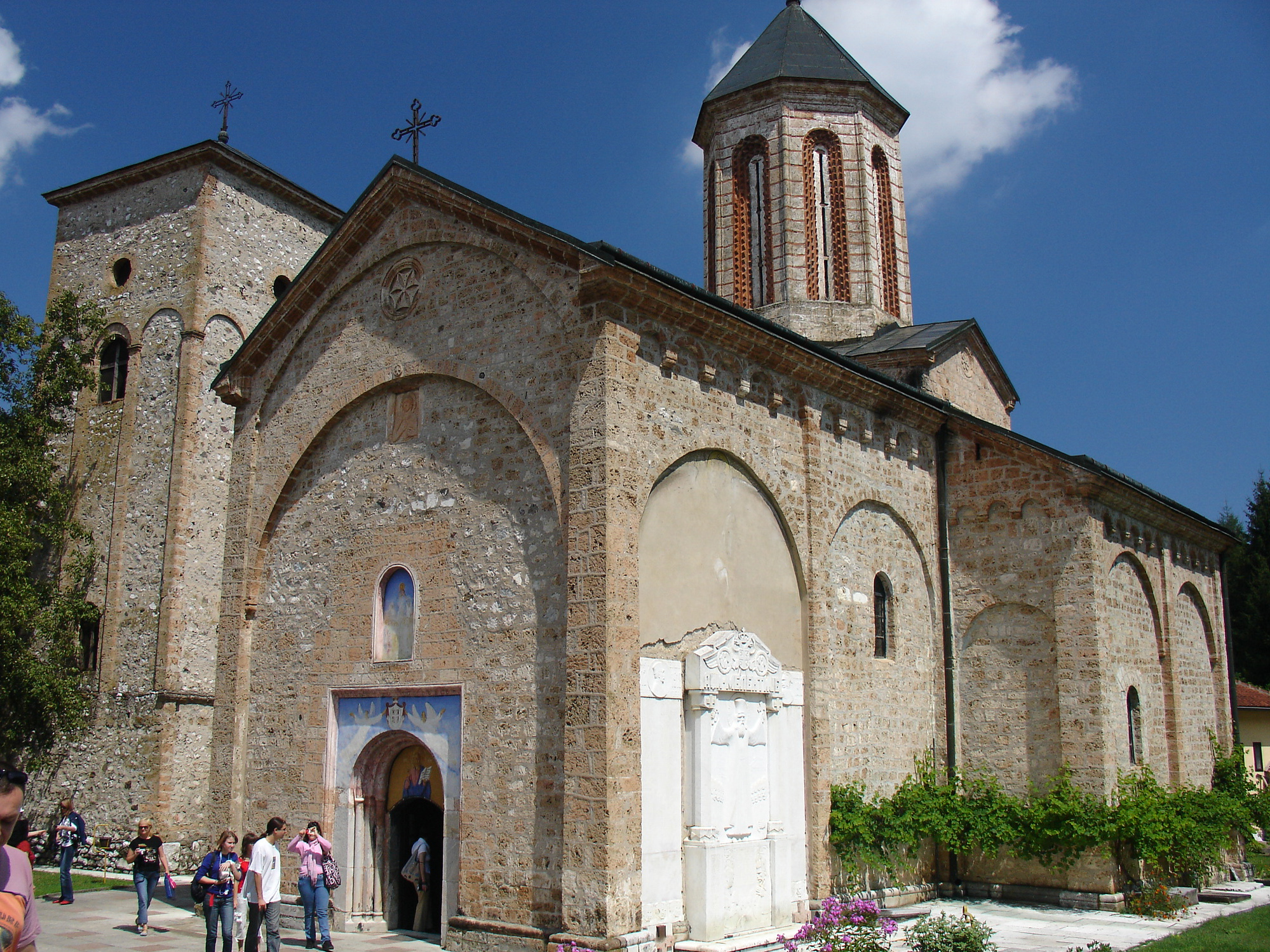
El monasterio de Raca.

Algunos sitios del macizo conservan vestigios, que datan del Imperio romano y del Imperio bizantino, con las necrópolis ubicadas en Rastište, Zaovine y Perućac.
Las montañas Tara también conservan ruinas que datan de la época medieval, especialmente en las aldeas de Zaovine y Jagoštica. También albergan los restos de la antigua ciudad de Solotnik, todavía visibles en la aldea de Solotuša; esta fortaleza medieval se encuentra en un acantilado con vistas al río Solotuša. Otros vestigios, no tan bien conservados, se encuentran en Pilica, Rogačica y Stapari, y datan de la dinastía Nemanjic.
Sin embargo, el edificio histórico más importante del macizo es el monasterio de Raca, que, fundado en el  siglo XIII por el rey Dragutin Stefan, se encuentra en el borde del macizo de Tara. Adjunto al monasterio de Raca, el pequeño monasterio de Manastirski Stanovi es de reciente creación; se encuentra a 2,5 km del centro de Kaluđerske Bare. El pueblo de Dub, al este de Tara, conserva una iglesia de madera construida a finales del siglo XVIII y renovada en 1828; tiene algunos iconos.
Numerosas casas de madera, con cimientos de piedra piedra, se encuentran en casi todo el macizo, construidas a finales del siglo XIX y principios del XX presentan una arquitectura típica del suroeste de Serbia, tal como se la encuentra en las montañas cercanas de  Zlatibor. Un pequeño etnomuseo, que reúne algunas casas tradicionales de montaña de Tara, se puede visitar en la carretera que lleva desde Kaluđerske Bare à Beli Bor.

## Las áreas protegidas

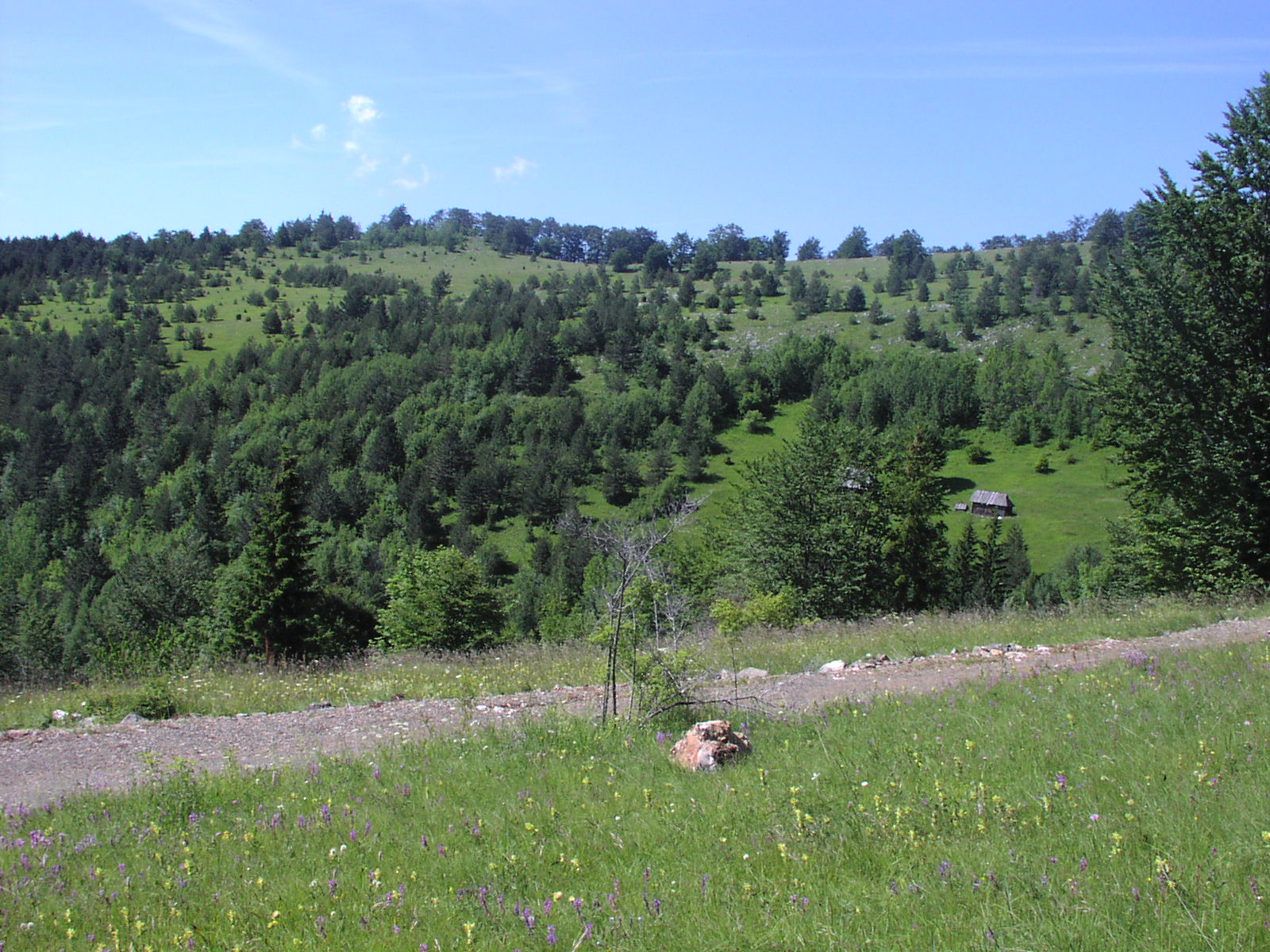
El parque nacional de Tara.

El parque nacional de Tara, creado el 13 de julio de 1981, se extiende sobre los montes Tara y Zvijezda, en un gran arco que forma el Drina; clasificado en la categoría II de la Unión Internacional para la Conservación de la Naturaleza (UICN), tiene una superficie de alrededor de 192 km² y con una altitud de entre 1000 y 1500 m sobre el nivel del mar; la administración del parque se encuentra ubicada en Bajina Bašta.
Debido a su riqueza en avifauna, la mayoría del macizo también está considerada como una ZEPA. La zona de protección cubre una superficie de  360 km², de las que el 70% está cubierta por bosques.
En el interior del parque de Tara, o en sus inmediaciones, varios sectores están sujetos a una protección y a una clasificación particular: 
| Nombre              | Estatuto Categoría IUCN | Año de creación    | Superficie km² | Coordenadas                                          |
| ------------------- | ----------------------- | ------------------ | -------------- | ---------------------------------------------------- |
| Klisura Dervente    | Reserva natural IV      | 1 de enero de 1996 | 20,09          | 43°57′0″N 19°21′0″E / 43.95000, 19.35000             |
| Bilo                | Reserva natural IV      | 1 de enero de 1950 | 0,23           | 43°55′0″N 19°19′59″E / 43.91667, 19.33306            |
| Ljuti breg          | Reserva natural Ib      | 1 de enero de 1950 | 0,25           | 43°55′0″N 19°19′59″E / 43.91667, 19.33306            |
| Zvijezda            | Reserva natural Ib      | 1 de enero de 1971 | 250,2          | 43°58′59″N 19°15′0″E / 43.98306, 19.25000            |
| Crveni potok        | Reserva natural Ib      | 1 de enero de 1971 | 0,15           | 43°55′0″N 19°25′0″E / 43.91667, 19.41667             |
| Pod Gorušicom       | Reserva natural IV      | 1 de enero de 1950 | 0,12           |                                                      |
| Račanska šljivovica | Reserva natural Ib      | 1 de enero de 1957 | 0,18           | 43°53′59″N 19°30′0″E / 43.89972, 19.50000            |
| Klisura Rače        | Reserva natural Ib      | 1 de enero de 1996 | 0,18           | 43°55′0″N 19°30′0″E / 43.91667, 19.50000             |
| Crvene stene        | Reserva natural Ib      | 1 de enero de 1950 | 0,46           | 43°55′0″N 19°22′0″E / 43.91667, 19.36667             |
| Perućac             | Reserva natural Ib      | 1 de enero de 1996 | 1,90           | 43°57′0″N 19°22′59″E / 43.95000, 19.38306            |
| Kadinjača           | Santuario histórico V   | 1 de enero de 1973 | 0,53           | 43°54′41.45″N 19°44′29.36″E / 43.9115139, 19.7414889 |